# Duygu Yetiş
Duygu Yetiş (Istanbul, 22 marzo 1985) è un'attrice turca.

## Biografia
Nata nel 1985 a Istanbul (Turchia), Duygu Yetiş si è interessata al teatro durante gli studi presso il liceo francese di Saint Pulcherie. Quando aveva sedici anni, durante gli anni del liceo, un insegnante di teatro gli aveva chiesto di registrarsi presso un'agenzia. Dopo essere entrata nell'agenzia ha preso parte a piccoli spot pubblicitari. Nonostante non avesse intenzione di recitare molto in quegli anni, ha sostenuto gli esami del conservatorio e li superò, iscrivendosi presso il dipartimento teatrale del conservatorio statale dell'Università Haliç di Istanbul, dove al termine degli studi ha conseguito la laurea.
Nel 2001 ha fatto la sua prima apparizione sul piccolo schermo con il ruolo di Mehpare nella serie Tatlı Hayat. Nel 2004 ha interpretato il ruolo di Merve nella serie Yağmur Zamanı e quello di Tugba Tonguç nella serie Evli ve Çocuklu. Nel 2006 ha vestito i panni di Melek nella serie Gülpare. Dal 2007 al 2009 ha fatto parte del cast della serie Annem, nel ruolo di Gonca Eğilmez. Nel 2011 ha ricoperto il ruolo di Hayal nella serie Üsküdar'a Giderken e quello di Esmer nella serie Kış Masalı. Nello stesso anno ha fatto il suo esordio al cinema nel film Oğul diretto da Atilla Cengiz. Nel 2012 ha interpretato il ruolo di Şule nella serie Uçurum, seguita nel 2012 e nel 2013 dal ruolo di Aslı nella serie Krem e nel 2013 dal ruolo di Elvan nella serie Galip Derviş.
Nel 2014 ha fatto parte del cast delle serie Anali Ogullu e Anasının Oğlu, in entrambe ha ricoperto il ruolo di Müsvette Gibi. Nello stesso anno ha recitato nel cortometraggio Dün Bugün Yarin diretto da Anıl Kaya. Dal 2015 al 2019 è stata scelta per interpretare il ruolo principale di Nisan Deniz nella serie Acil Aşk Aranıyor. Nel 2017 ha ricoperto il ruolo di Ceren Özkan / Zeynep Yılmaz nella serie Seni Kimler Aldı e quello di Hande nella serie Çember. Nello stesso anno ha dato vita al personaggio di Iclal nel film Ayla - La figlia senza nome (Ayla) diretto da Can Ulkay, seguito nel 2018 dal ruolo di Nermin nel film Düğüm Salonu diretto da Hakan Algül. Nel 2019 e nel 2020 ha ottenuto il ruolo di Elif Aslanbey-Şadoğlu nella serie Hercai - Amore e vendetta (Hercai).

## Filmografia

### Cinema
- Oğul, regia di Atilla Cengiz (2011)
- Ayla - La figlia senza nome (Ayla), regia di Can Ulkay (2017)
- Düğüm Salonu, regia di Hakan Algül (2018)

### Televisione
- Tatlı Hayat – serie TV (Show TV, 2001)
- Yağmur Zamanı – serie TV, 14 episodi (Show TV, 2004)
- Evli ve Çocuklu – serie TV, 8 episodi (Kanal D, 2004)
- Gülpare – serie TV, 11 episodi (Show TV, 2006)
- Annem – serie TV, 64 episodi (Kanal D, 2007-2009)
- Üsküdar'a Giderken – serie TV, 8 episodi (Kanal D, 2011)
- Kış Masalı – serie TV (ATV, 2011)
- Uçurum – serie TV, 18 episodi (ATV, 2012)
- Krem – serie TV, 24 episodi (ATV, 2012-2013)
- Galip Derviş – serie TV, 1 episodio (Kanal D, 2013)
- Anali Ogullu – serie TV, 6 episodi (Show TV, 2014)
- Anasının Oğlu – serie TV, 4 episodi (Kanal D, 2014)
- Acil Aşk Aranıyor – serie TV, 24 episodi (Show TV, 2015-2019)
- Seni Kimler Aldı – serie TV, 10 episodi (ATV, 2017)
- Çember – serie TV, 1 episodio (Star TV, 2017)
- Hercai - Amore e vendetta (Hercai) – serie TV, 38 episodi (ATV, 2019-2020)

### Cortometraggi
- Dün Bugün Yarin, regia di Anıl Kaya (2014)

## Teatro
- Largo Desolato (2011)
- Parti (2012)
- Öğüt (2013)
- İki Kapılı Ev (2014)
- Şempanzeler (2016)
- Yalnızlar Kulübü (2018)
- Benimle Gelir Misin? (2019)
- kOmİk (2020)

## Doppiatrici italiane
Nelle versioni in italiano dei suoi film e delle sue serie TV, Duygu Yetiş è stata doppiata da:
- Cecilia Salustri[30] in Hercai - Amore e vendetta[31]